# 1715 год в литературе

## События
- Николас Роу стал поэтом-лауреатом Великобритании.

## Книги
- Джозеф Аддисон — «The Free-Holder» (периодическое издание)
- Джейн Бэркер — «Эксиллус; или, Изгнанный римлянин» («Exilius; or, The Banished Roman»)
- Ричард Бентли — «A Sermon upon Popery»
- Александр Поуп выпустил произведение под названием «Храм Славы» (The Temple of Fame), основанное на творчестве Чосера.
- Опубликованы первые шесть частей (книг) плутовского романа «Жиль Блас», написанного Лесажем

## Родились
- 31 января — Гельвеций, французский литератор (ум. 1771).
- 12 февраля — Уильям Уайтхед, английский драматург и поэт-лауреат (ум. 1785).
- 21 марта — Клеменс Ходыкевич, польский духовный писатель (ум. 1797).
- 30 сентября — Этьенн Бонно де Кондильяк, французский философ, аббат, автор ряда философских сочинений и шестнадцатитомного труда «Курс занятий по обучению принца Пармского» (ум. 1780).
- Цао Сюэцинь, китайский писатель.

## Скончались
- 7 января — Франсуа Фенелон, священнослужитель, писатель. Автор знаменитого романа «Приключения Телемака» — литературного бестселлера XVIII—XIX веков (род. 1651).
- 25 февраля — Пу Сунлин, китайский новеллист, писавший под псевдонимом Ляо Чжай (род. 1640).
- 8 марта — Уильям Дампир, английский мореплаватель и капер, автор двухтомника «Новое путешествие вокруг света» (род. 1651).
- 30 июля — Наум Тейт, английский поэт, переводчик, либреттист и драматург (род. 1652).
- 13 октября — Николя Мальбранш, французский философ, автор ряда сочинений (род. 1638).